# Haus & Boot
Haus & Boot è il terzo EP del rapper tedesco Kool Savas, pubblicato il 23 luglio del 2001.

## Tracce
1. Haus und Boot – 4:01
2. Spinne – 4:00
3. Exedrin – 3:11
4. Tränengas – 4:32
5. Hoooo RMX – 3:24